# Warden (Northumberland)
Warden – wieś w Anglii, w hrabstwie Northumberland. Leży 34 km na zachód od miasta Newcastle upon Tyne i 410 km na północ od Londynu.